# 尚貢博
16°19′S 22°4′E / 16.317°S 22.067°E
尚貢博（英語：Shangombo），是贊比亞的城鎮，位於該國西部，由西方省負責管轄，是尚貢博縣的首府，處於寬多河東岸，距離芒古280公里，海拔高度1,018米。